# Erinaceus roumanicus
Erinaceus roumanicus es una especie de mamífero erinaceomorfo de la familia Erinaceidae. Durante mucho tiempo se consideró que formaba parte de la misma especie que el erizo común. Posteriormente se lo reclasificará dentro de la misma especie que el erizo oscuro oriental, pero finalmente se le atribuyó su propia especie.

## Distribución
Su distribución se extiende por toda Europa oriental (incluyendo las islas del Adriático), Ucrania, Rusia, el norte del Cáucaso y Siberia occidental.

## Subespecies
Se reconocen las siguientes subespecies:
- Erinaceus roumanicus roumanicus
- Erinaceus roumanicus bolkayi
- Erinaceus roumanicus drozdovskii
- Erinaceus roumanicus nesiotes
- Erinaceus roumanicus pallidus